# Proconis abrostoloides
Proconis abrostoloides är en fjärilsart som beskrevs av George Francis Hampson 1902. Proconis abrostoloides ingår i släktet Proconis och familjen nattflyn. Inga underarter finns listade i Catalogue of Life.